# 皇家審問院
皇家審問院（西班牙語：Real Audiencia），或簡稱審問院（西班牙語：Audiencia）為西班牙與其帝國的上訴法院。在近現代的西班牙也附加指派了欽定大臣（西班牙語：chancillería或cancillería）。每個審問院都有數名聽訴官（西班牙語：Oidor）。

## 西班牙本土的審問院
首間審問院於1371年由卡斯提亞王國設立於瓦拉多利德。在兩個世紀內，瓦拉多利德審問院形同卡斯提亞王國的最高法院。在卡斯提亞議會於1480年設立後，卡斯提亞的審問院提出的上訴只能到達議會。
在卡斯提亞與亞拉岡合併成西班牙，再於1492年征服格拉納達以後，審問院被女王伊莎貝拉一世一分為二，瓦拉多利德審問院僅受理太加斯河以北的案子，而太加斯河以南的案子則交給雷阿爾城皇家審問院受理，雷阿爾城的皇家審問院在1505年遷移至格拉納達。

## 東西印度的審問院
卡斯提亞王國最初為了讓殖民地、居民以及征服者可以受到王權的統治，而將審問院引進美洲。到了1520年代，美洲的大片土地接連淪為西班牙殖民地，原先審問院制度就顯得無法有效控管海外政府。因此設立了副王區，但在東西印度的副王並不如義大利副王那樣擁有亞拉岡王國體制下的司法權。於是審問院在新世界是殖民地政府成為帶有准立法性質的諮詢機構，和副王區同樣受印度議會的監督。 大部分處理16世紀、17世紀審問院設立的法律，皆可以在1680年出版的《西印度法律彙編》（Leyes de los Reynos de las Indias ）找到。
美洲第一個審問院於1511年設立在聖多明哥（今多明尼加共和國），負責管轄加勒比群島與鄰近的大陸地區。設立後很快遭到西班牙移民反對而廢止，但在1526年重新設立。
隨著西班牙人繼續征服美洲，在新領土設立了更多的審問院。在特諾奇特蘭淪陷後六年，第一個位於美洲大陸的審問院於1527年設立在墨西哥城，管轄範圍包括今日的墨西哥和中美洲的大部分。
下一個設立的審問院為1528年的巴拿馬審問院，監督中美洲和南美洲北部沿岸地區，1543年廢止。1564年時重新設立，但管轄範圍只剩巴拿馬部分，巴拿馬審問院一直運作至1751年。
在1543年第一個巴拿馬審問院被廢止後，該地設立了兩個審問院：一個在瓜地馬拉，管轄中美洲，另一個在利馬，管轄征服秘魯後獲得的南美洲區域和周邊地區。委內瑞拉由於較早征服，仍在聖多明哥審問院的管轄下，直到18世紀初設立了新格拉納達副王區。
到16世紀末前總共設立了以下這些審問院：
| 皇家審問院區                   | 西班牙語原名                            | 管轄範圍                                                                     | 設立年份                           |
| 聖多明哥審問院                 | Real Audiencia de Santo Domingo         | 加勒比群島和鄰近大陸地區                                                     | 1511年；1526年重新設立             |
| 墨西哥審問院                   | Real Audiencia de México                | 今墨西哥和中美洲                                                             | 1527年                             |
| 巴拿馬審問院                   | Real Audiencia de Panamá en Tierrafirme | 中美洲和南美洲北部沿岸地區；後僅有巴拿馬                                     | 1528年；1564年重新設立；1751年廢止 |
| 瓜地馬拉審問院                 | Real Audiencia de Santiago de Guatemala | 今瓜地馬拉、貝里斯、薩爾瓦多、宏都拉斯、尼加拉瓜、哥斯大黎加和墨西哥恰帕斯州 | 1542年                             |
| 利馬審問院                     | Real Audiencia de Lima                  | 所有西班牙統治的南美洲和巴拿馬                                               | 1542年                             |
| 瓜達拉哈拉審問院（新加里西亞） | Real Audiencia de Guadalajara           | 今墨西哥北部與美國南部                                                       | 1548年                             |
| 聖大波哥大審問院（新格拉納達） | Real Audiencia de Santafé de Bogotá     | 今哥倫比亞大部分                                                             | 1548年                             |
| 查爾卡斯審問院（上秘魯）       | Real Audiencia de Charcas               | 今玻利維亞大部分                                                             | 1559年                             |
| 基多審問院                     | Real Audiencia de Quito                 | 今厄瓜多大部分、秘魯亞馬遜、秘魯哈恩省、通貝斯和波帕揚                       | 1565年                             |
| 康塞普西翁審問院               | Real Audiencia de Concepción            | 今智利                                                                       | 1565年；1575年廢止                 |
| 馬尼拉審問院                   | Real Audiencia de Manila                | 今菲律賓和西屬東印度群島                                                     | 1583年                             |

到17世紀增設了以下這些審問院：
| 皇家審問院區         | 西班牙語原名                   | 管轄範圍             | 設立年份           |
| 聖地牙哥審問院       | Real Audiencia de Santiago     | 取代康塞普西翁審問院 | 1609年             |
| 布宜諾斯艾利斯審問院 | Real Audiencia de Buenos Aires | 今阿根廷             | 1661年；1672年廢止 |

最後在波旁改革中，由波旁君主連帶新副王區，設立了最後幾個審問院。新的王室認為在巴拿馬的審問院沒有存在的必要，因此在1751年將之廢止，將該地司法權一轉給波哥大審問院。新設審問院如下：

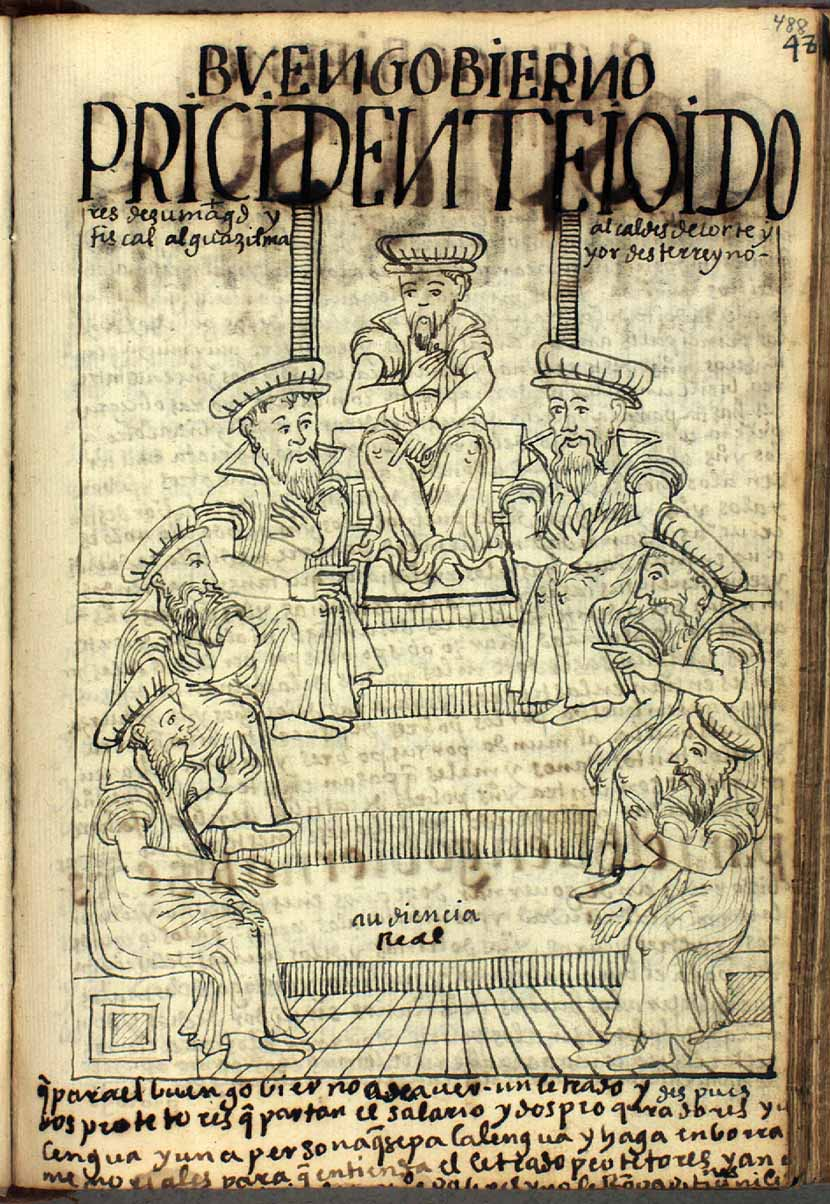
描繪利馬皇家審問院人員的繪畫，主席（Presidente）與聽訴官。《新編年史與良好政府》（Primer nueva corónica y buen gobierno，p. 488）

| 皇家審問院區         | 西班牙語原名                   | 管轄範圍   | 設立年份       |
| 卡拉卡斯審問院       | Real Audiencia de Caracas      | 今委內瑞拉 | 1786年         |
| 庫斯科審問院         | Real Audiencia de Cusco        | 今秘魯     | 1787年         |
| 布宜諾斯艾利斯審問院 | Real Audiencia de Buenos Aires | 今阿根廷   | 1783年重新設立 |

## 東西印度審問院的職務與組織
與伊比利半島不同，海外的審問院不只有司法的功能，還具有立法和行政的功能，並代表君主立法、伸張正義。這點可以從欽定大臣擁有皇家印璽得到印證。至今的西語系南美洲國家和巴拿馬的國界，仍大致和前審問院的管轄界線相同，由此可見審問院的重要性。審問院的職務與副王跟都督，在一起統治的區域上有許多重疊，因此扮演著查核副王與都督當局的角色。
審問院也可以頒佈地方法律，並扮演著副王和都督「樞密院」的角色。在這個機制下，審問院和副王與都督每星期都要開會一次，以達成皇家協議（西班牙語：Real Acuerdo）。審問院也監督王室財產，當要決定王室財產的運用時，審問院便會開財政理事會（西班牙語：Junta de Hacienda）進行裁決。審問院有權直接與王室通信，尤其是在財政問題和皇家協議的決定上。 相反的，在西屬美洲的副王區首府，如墨西哥城和利馬，副王在審問院中可以當主席。同樣的，都督在其都督府首府的審問院也擔任主席。但在這兩種情況下，除非主席是專業律師，否則主席對於判決皆沒有任何投票權，只能負責監督法院的管理。

## 出處
1. 1 2  Elliot，《Imperial Spain》，86頁。
2. ↑  Elliot，165–166.
3. ↑  Fisher, Viceregal Administration, 29.
4. ↑  Haring, The Spanish Empire in America, 124